# Чеботаревская, Анастасия Николаевна
Анастаси́я Никола́евна Чеботаре́вская (26 декабря 1876  [7 января 1877], Курск — 23 сентября 1921, Петроград) — русская писательница, драматург, переводчица, деятельница женского движения в России. Жена Фёдора Сологуба, младшая сестра переводчицы и писательницы Александры Чеботаревской (1869—1925).

## Биография
Анастасия Николаевна Чеботаревская родилась 7 января 1877 года (по новому стилю) в Курске. Отец, Николай Николаевич Чеботаревский (ум. 1900), — адвокат. Мать, Анастасия Николаевна (ок. 1850 — ок. 1879), из рода грузинских
князей «Аги-Яшвили»; покончила с собой вследствие душевной болезни, когда дочери (шестой из семерых детей) было около трёх лет. Незадолго до её гибели семья переехала в Москву.
Отец женился вторично, его супругой стала Александра Эдуардовна (урождённая Вивьен), и во втором браке имел шестерых детей. Дети от первого брака росли под опекой старшей сестры Чеботаревской — Александры. По воспоминаниям: «Впечатления детства — самые безотрадные, до гимназии были всецело на попечении немок-гувернанток, при отсутствии всяких внешних впечатлений и в огромном количестве поглощаемых без разбору книг (в 8 лет читала „Что делать“, Захер-Мазоха, Теккерея). Жила исключительно фантазией: игры с братом и сестрою носили литературно-подражательный характер».
Обучалась в московской частной гимназии 3. Д. Перепёлкиной, рано обнаружила склонность к литературе и истории, в старших классах писала стихи, пыталась переводить П. Верлена и др. По окончании поступила на историко-филологическое отделение московских педагогических курсов «Коллективные уроки»; для заработка два года преподавала в вечерних классах фабрики Тиль, служила в Статистическом комитете. Вместе с сестрой Александрой училась в Париже (1903—1905), получила диплом Русской высшей школы общественных наук. Была личным секретарём М. М. Ковалевского. В эти годы состоялись первые публикации (рассказы, литературно-критические обзоры, рецензии) в «Журнале для всех», «Правде» (ряд статей под псевдонимом Бродяга), газетах «Голос Юга», «Бакинские известия».
По возвращении осенью 1905 года обосновалась в Петербурге, сотрудничала в «Журнале для всех» (1905—1906) и в газете «Товарищ», где образовался литературный кружок, среди его участников М. П. Арцыбашев, В. В. Башкин, Л. И. Андрусон.
Знакомство с Сологубом состоялось в 1907 году, когда между ними завязалась деловая переписка, осенью переросшая во взаимный интерес друг к другу. Толчком к переписке послужило обращение Чеботаревской к Сологубу с просьбой дать свою краткую биографию для задуманного ею справочника «Краткие автобиографические данные русских писателей за последнее 25-летие русской литературы».
Задуманной книги она тогда не издала, но позднее, в 1914 году, подготовила обстоятельную биографию Сологуба для библио-биографического справочника профессора С. А. Венгерова (это единственная своего рода «авторизованная» биография писателя).
В 1908 году вышла замуж за Сологуба (официальное же венчание состоялось в сентябре 1915 года). Близко восприняв творчество мужа, Чеботаревская не ограничилась статьями о писателе, а стала также вникать во все литературные связи мужа, стараясь укрепить их, стала, можно сказать, его литагентом. В 1910 году Сологуб с Чеботаревской переехали в дом 31 по Разъезжей улице в Петербурге, где стараниями Чеботаревской был устроен настоящий салон, в котором, по выражению К. Эрберга, «собирался почти весь тогдашний театральный, художественный и литературный Петербург». В салоне на Разъезжей устраивались специальные вечера в честь новых интересных поэтов, — были вечера Анны Ахматовой, Сергея Есенина, Игоря Северянина.
Чеботаревской хотелось, чтобы Фёдор Сологуб занимал подобающее его таланту место в культурном мире России, а его творчество могло охватить каждого. Сама, будучи экзальтированной, энергичной, постоянно что-то организовывающей, полной идей и — обладая неуравновешенной психикой, — Чеботаревская взяла нехарактерную для самого Сологуба тщательную заботу о его имени как писателя, старательно отстаивая его права по любому поводу.
Февральскую революцию встретила восторженно, совместно с Сологубом составила проекты воззваний «Великое провозглашение вольности, свободы и прав человека…», «Проект закона об учредительном собрании 1917 г. и гарантиях его верховенства». Активно участвовала в общественной жизни, организовывала литературные вечера и лекции, посвящённые темам революции, войны, искусства. В мае 1917 года обратилась с воззванием «К деятелям искусства» поддержать лозунг Временного правительства «Война до победного конца!». Участвовала в работе возглавляемой Сологубом литературной курии Союза деятелей искусства (1917—1918), Союза переводчиков-литераторов (1917, избрана в его совет), в Союзе деятелей художественной литературы (1918). Впоследствии Чеботаревская и Сологуб были вынуждены «уйти отовсюду».
После Октябрьской революции напечатала ряд злободневных публицистических текстов. В статье «Кто же они?» открыто обвиняла В. И. Ленина и Л. Д. Троцкого в «политическом шарлатанстве», насильственном захвате власти, назвала преступниками, «палачами кровавых октябрьских дней»; в статье «Стрельба по своим» с горечью писала о расколе русской интеллигенции, вызванном октябрьским переворотом. После ликвидации независимой печати протест против диктаторской власти выражала перифрастически, посредством аллюзий, как, например, в статье об отношении Великой французской революции к искусству и «История повторяется» — о романе А. Франса «Боги жаждут».
Сологуб и Чеботаревская неоднократно обращались в правительство (1918—1920) с просьбой выпустить их за границу для поправки здоровья и устройства
литературных дел и получали отказ. С целью заработка занимались переводами и редактированием для издательства «Всемирная литература», в нём вышли книги в переводе Чеботаревской: второе издание романа Мопассана «Милый друг» (под редакцией Сологуба, 1919) и его рассказ «Пышка» (1920), цикл рассказов А. Доде «Письма с мельницы» (1919); посмертно — 2-е издание «Пентезилеи» Клейста (1923), его же комедия «Разбитый кувшин» (1923).
В летние месяцы (1918―1921) супруги выезжали в имение Княжино под Кострому, где в августе 1921 года их застало известие о смерти А. А. Блока, вскоре был расстрелян Н. С. Гумилёв ― оба события усугубили сознание роковой безысходности от большевистского террора. Непрочное психическое здоровье Чеботаревской, пошатнувшееся под тяготами последних лет, было окончательно подорвано. Она «решила, что „судьба жертв искупительных просит“, намечая к гибели трёх больших русских поэтов: третьим будет Сологуб. Но его можно ещё спасти, если кто-нибудь пожертвует собой за него». По возвращении в Петроград в ходе сборов за границу (после многих проволочек они получили разрешение на выезд в Эстонию) покончила жизнь самоубийством (23 сентября 1921 года), бросившись в реку Ждановку с дамбы Тучкова моста. В официальной актовой записи о смерти, сделанной 4 мая 1922 года, сказано, что "писательница Анастасия Сологуб, 45 лет, местожительство 10-я линия Васильевского острова, 5, кв. 1, утонула в реке Ждановка", о чём сообщил муж. В качестве причины смерти было указано "душевное расстройство". Погребена на Смоленском православном кладбище.
Гибель Чеботаревской получила широкий резонанс в мемуаристике. Сологуб посвятил Чеботаревской один из лучших лирических циклов — «Анастасия» (1921).

## Творчество

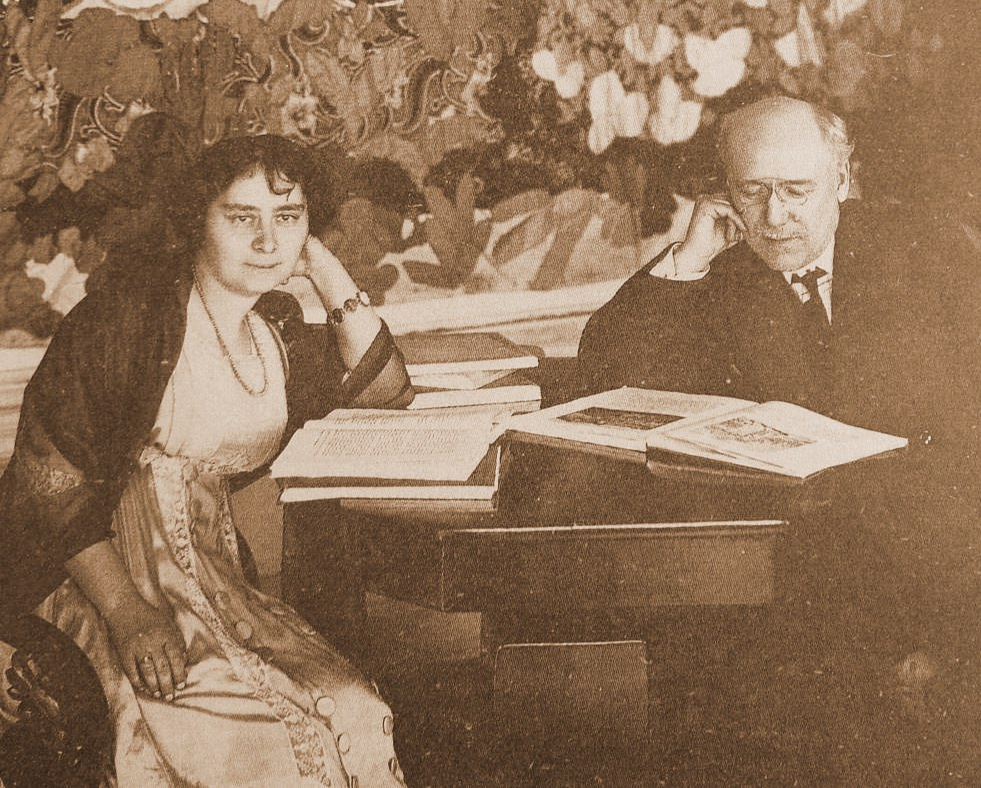
Ф. Сологуб и А. Чеботаревская у себя дома. Фотография К. Буллы. 1910-е годы

Чеботаревская была автором ряда пьес и рассказов, составителем антологии «Думы и песни» (1911), «Любовь в письмах выдающихся людей XVIII и XIX века» (1913), «Война в русской поэзии» (1915), «Россия в родных песнях» (1915). Последней её работой стала книга «Женщина накануне Революции 1789 года» (1922).
Переводила произведения Стендаля, О. Мирабо, Ги де Мопассана, Р. Роллана, Г. Клейста, М. Метерлинка и многих других авторов.
В 1909—1914 гг. Чеботаревская привлекла и Сологуба к множеству переводческих заказов. Вместе они перевели пьесу Эдварда Штуккена «Гаван», пьесы Генриха фон Клейста «Пентезилея» и «Разбитый кувшин», декадентский роман «Астарта (Господин де Фокас)» Ж. Лоррена, П. Клоделя, Шатобриана.
Летом 1911 года вышла составленная Чеботаревской книга «О Фёдоре Сологубе. Критика, статьи и заметки».
Творческое сотрудничество Чеботаревской с Фёдором Сологубом выразилось в написании нескольких совместных рассказов, статей и пьес, — рассказы «Старый Дом» и «Путь в Дамаск», пьесы «Любовь над безднами», «Мечта-победительница» и «Камень, брошенный в воду». Рассказ «Холодный сочельник» вообще принадлежит перу исключительно одной Чеботаревской, хотя вышел под именем Ф. Сологуба. По конспектам и сочинениям Сологуба Чеботаревская подготавливала и писала для него лекции, составляла статьи. Иногда её собственные статьи в газетах подписывались именем Фёдора Сологуба — так их более охотно публиковали.
В своем «жизнетворчестве» она стремилась сделать реальностью те идеи свободного союза двоих любящих, брака нового типа, который оставался мечтой многих женщин той эпохи. Именно Чеботаревская вдохнула новую жизнь в творчество Ф. Сологуба 1910-х, и именно её трагическое самоубийство он оплакивал в своей поздней поэзии.
В последние годы жизни Чеботаревская работала над культурно-историческим исследованием «Женщина накануне революции 1789 г.», в котором стремилась определить, со стороны «культурно-бытовой», тип женщины XVIII века, её влияние на культуру, когда она «царила» в литературных, философских и политических салонах, а оценки «дам» «способствовали успеху Руссо, Бомарше, Мариво» и др., и многие художники были «обязаны своей репутацией женщинам, которые им протежировали». Книга не была закончена, издана посмертно Сологубом, с посвящённым Чеботаревской биографическим очерком (1922).